# Frede
Frede er et drengenavn og en kortform af Frederik. Navnet har flere varianter, her nævnt i rækkefølge efter hyppighed Frede, Freddy, Freddie, Freddi, Fred, Fredy og Fredi.
Cirka 6600 danskere hedder Frede eller en variation deraf ifølge Danmarks Statistik .

## Kendte personer med navnet
- Fred Astaire, amerikansk danser og skuespiller.
- Freddy Blak, dansk politiker.
- Fred Hoyle, engelsk astronom.
- Freddie Mercury, engelsk rockmusiker.
- Fred Åkerström, svensk visesanger og skuespiller

## Navnet brugt i anden sammenhæng
- Frede Fup, dansk rockgruppe.

## Kendte med navnet som efternavn
- Wilhelm Freddie, dansk kunstmaler.

## Navnet i fiction
- Slå først, Frede! og Slap af, Frede! danske film.

## Reference
1. ↑  "Danmarks Statistiks navneoversigt". Arkiveret fra originalen 1. april 2009. Hentet 26. april 2008.